# ブルジンピアーノ
ブルジンピアーノ（イタリア語: Brusimpiano）は、イタリア共和国ロンバルディア州ヴァレーゼ県にある、人口約1,200人の基礎自治体（コムーネ）。

## 地理

### 位置・広がり

#### 隣接コムーネ
隣接するコムーネは以下の通り。括弧内のCH-TIはスイスティチーノ州所属を示す。
- Caslano (CH-TI)
- クアッソ・アル・モンテ
- ラヴェーナ・ポンテ・トレーザ
- Lugano (Barbengo) (CH-TI)
- マルツィオ
- Morcote (CH-TI)
- ポルト・チェレージオ

### 地震分類
イタリアの地震リスク階級 (it) では、4 に分類される
。

## 行政

### 分離集落
ブルジンピアーノには、以下の分離集落（フラツィオーネ）がある。
- Ardena, Brusimpiccolo, Crotto Bellavista, Fonte Letizia, Villaggio Montelago, Cantine, Crotto Zolla, Punta della Fava